# 布利薩區
布利薩區是非洲中部國家烏干達的111個區之一，由西部區負責管轄，首府是布利薩，距離馬辛迪約80公里，該地區在2000年代發現蘊藏大量原油，2010年人口估計為88,700。

## 外部連結
- Google Map of Bulisa Town （页面存档备份，存于）
- Bulisa District Information Portal[永久]

02°11′N 31°24′E / 2.183°N 31.400°E